# Барга – Старий стяг
49°19′36″ пн. ш. 119°25′49″ сх. д. / 49.32677° пн. ш. 119.43018° сх. д.
Барга – Старий стяг (кит. 陈巴尔虎旗, пін. Chén Bā'ĕrhŭ Qí) — один із повітів КНР у складі префектури Хулунбуїр, Внутрішня Монголія. Адміністративний центр — містечко Баян-Хуре.

## Географія
Барга – Старий стяг лежить на захід від Великого Хінгану у верхній течії Аргуні.

### Клімат
Хошун знаходиться у зоні, котра характеризується вологим континентальним кліматом з теплим літом. Найтепліший місяць — липень із середньою температурою 20,4 °C. Найхолодніший місяць — січень, із середньою температурою -26 °С.
| Клімат хошуну Барга – Старий стяг | Клімат хошуну Барга – Старий стяг | Клімат хошуну Барга – Старий стяг | Клімат хошуну Барга – Старий стяг | Клімат хошуну Барга – Старий стяг | Клімат хошуну Барга – Старий стяг | Клімат хошуну Барга – Старий стяг | Клімат хошуну Барга – Старий стяг | Клімат хошуну Барга – Старий стяг | Клімат хошуну Барга – Старий стяг | Клімат хошуну Барга – Старий стяг | Клімат хошуну Барга – Старий стяг | Клімат хошуну Барга – Старий стяг | Клімат хошуну Барга – Старий стяг |
| Показник                          | Січ.                              | Лют.                              | Бер.                              | Квіт.                             | Трав.                             | Черв.                             | Лип.                              | Серп.                             | Вер.                              | Жовт.                             | Лист.                             | Груд.                             | Рік                               |
| Середній максимум, °C             | −19,6                             | −13,6                             | −3,2                              | 9,8                               | 18,8                              | 24,8                              | 26,3                              | 24,5                              | 17,8                              | 8,1                               | −5,7                              | −16,5                             | 6                                 |
| Середня температура, °C           | −26                               | −21,4                             | −10,5                             | 2,7                               | 11,5                              | 18,1                              | 20,4                              | 18,2                              | 10,7                              | 0,9                               | −12,2                             | −22,4                             | −0,8                              |
| Середній мінімум, °C              | −31,1                             | −27,6                             | −17,2                             | −3,7                              | 3,7                               | 11                                | 14,6                              | 12,5                              | 4,5                               | −4,7                              | −17,3                             | −27,3                             | −6,9                              |
| Норма опадів, мм                  | 4.1                               | 2.9                               | 5.3                               | 10.1                              | 20.5                              | 50.4                              | 91.8                              | 88.3                              | 32.8                              | 12.9                              | 4.9                               | 6.1                               | 330.1                             |
| Вологість повітря, %              | 75                                | 74                                | 66                                | 51                                | 46                                | 59                                | 70                                | 71                                | 65                                | 62                                | 71                                | 76                                | 65.5                              |
| --------------------------------- | --------------------------------- | --------------------------------- | --------------------------------- | --------------------------------- | --------------------------------- | --------------------------------- | --------------------------------- | --------------------------------- | --------------------------------- | --------------------------------- | --------------------------------- | --------------------------------- | --------------------------------- |
| Джерело: data.cma.cn              |                                   |                                   |                                   |                                   |                                   |                                   |                                   |                                   |                                   |                                   |                                   |                                   |                                   |